# اس‌کیوال الکمی

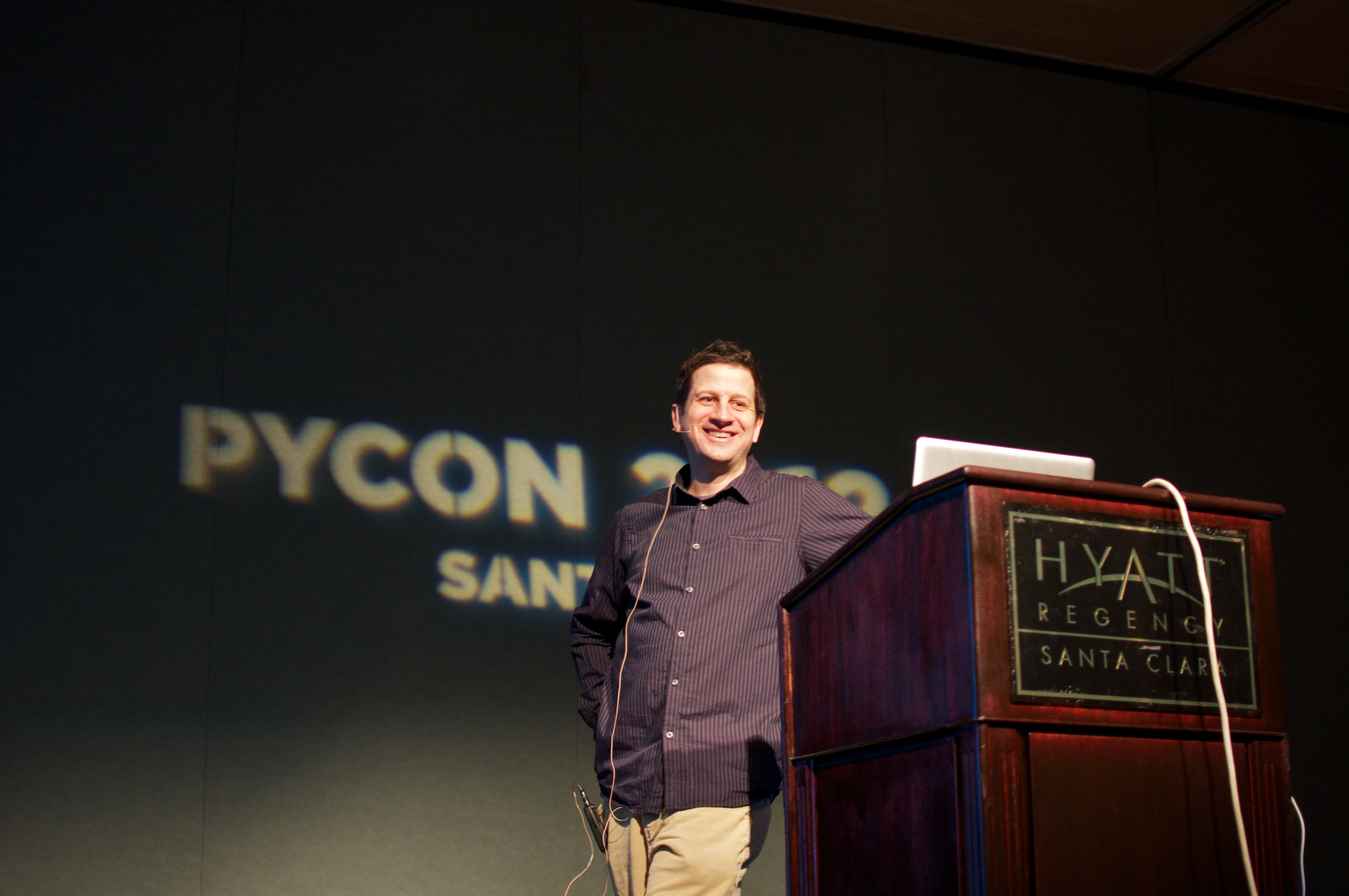
مایک بایر هنگام سخنرانی در مورد SQLAlchemy در PyCon 2012

اس‌کیوال الکمی (انگلیسی: SQLAlchemy) یک مجموعه ابزار منبع باز اس‌کیوال و یک نگاشت دهنده شی-رابطه ای (انگلیسی: object-relational mapper) یا ORM برای زبان برنامه‌نویسی پایتون با پروانه ام ای تی (انگلیسی: MIT Licence) است.
SQLAlchemy "یک مجموعه کامل از الگوهای مانایی (انگلیسی: persistence patterns) که برای دسترسی بهینه و با عملکرد عالی به پایگاه داده طراحی شده‌اند را فراهم می‌کند. این مجموعه الگوها در زبان برنامه نویسی پایتون گنجانده شده‌است. فلسفه SQLAlchemy این است که هنگام دسترسی به پایگاه داده، پایگاه داده‌های اس کیو ال، هر چه کمتر شبیه مجموعه ای از اشیا رفتار کنند و هنگام افزایش سطح انتزاع هر چه کمتر شبیه جداول و سطر‌های پایگاه داده رابطه ای به نظر برسند. به همین دلیل SQLAlchemy به جای استفاده از "الگوی ثبت کُنِش‌وَر" (انگلیسی: active record pattern) که پیش از آن بوسیلهٔ تعدادی از نگاشت دهنده‌های شی-رابطه ای استفاده شده بود، "الگوی نگاشت دهنده داده" (انگلیسی: data mapper pattern) (مثل هایبرنیت در جاوا) را به کار گرفته‌است. گرچه افزونه‌هایی وجود دارد که به کاربر اجازه توسعه با استفاده از نحو اعلانی (انگلیسی: declarative syntax) را می‌دهد.
SQLAlchemy برای اولین بار در مارس ۲۰۰۶ منتشر شد و به سرعت به همراه ORM جنگو، به یکی از ابزارهای نگاشت دهنده شی-رابطه ای پراستفاده در میان برنامه نویسان پایتون تبدیل شد.

## مثال
مثال زیر نشان دهنده یک رابطه n-به-۱ بین فیلم‌ها و کارگرداناننشان است. در این مثال نشان داده خواهد شد که
- چگونه از کلاس‌های تعریف شده توسط کاربران، جداول پایگاه داده ایجاد می‌شوند
- چگونه نمونه‌های دارای رابطه توسط دو سوی رابطه ساخته می‌شوند
- چگونه قادر هستیم به داده‌ها دسترسی پیدا کنیم (که نشان دهنده قابلیت کوئری‌های SQLی که به صورت خودکار تولید شده‌اند برای بارگذاری زرنگ (انگلیسی: eager loading) و تنبل (انگلیسی: lazy loading) است.

### تعریف شِما
ایجاد دو کلاس پایتون و جداول پایگاه داده متناظر در DBMS:
```
from
 
sqlalchemy
 
import
 
*

from
 
sqlalchemy.ext.declarative
 
import
 
declarative_base

from
 
sqlalchemy.orm
 
import
 
relation
,
 
sessionmaker

Base
 
=
 
declarative_base
()

class
 
Movie
(
Base
):

    
__tablename__
 
=
 
'movies'

    
id
 
=
 
Column
(
Integer
,
 
primary_key
=
True
)

    
title
 
=
 
Column
(
String
(
255
),
 
nullable
=
False
)

    
year
 
=
 
Column
(
Integer
)

    
directed_by
 
=
 
Column
(
Integer
,
 
ForeignKey
(
'directors.id'
))

    
director
 
=
 
relation
(
"Director"
,
 
backref
=
'movies'
,
 
lazy
=
False
)

    
def
 
__init__
(
self
,
 
title
=
None
,
 
year
=
None
):

        
self
.
title
 
=
 
title

        
self
.
year
 
=
 
year

    
def
 
__repr__
(
self
):

        
return
 
"Movie(
%r
, 
%r
, 
%r
)"
 
%
 
(
self
.
title
,
 
self
.
year
,
 
self
.
director
)

class
 
Director
(
Base
):

    
__tablename__
 
=
 
'directors'

    
id
 
=
 
Column
(
Integer
,
 
primary_key
=
True
)

    
name
 
=
 
Column
(
String
(
50
),
 
nullable
=
False
,
 
unique
=
True
)

    
def
 
__init__
(
self
,
 
name
=
None
):

        
self
.
name
 
=
 
name

    
def
 
__repr__
(
self
):

        
return
 
"Director(
%r
)"
 
%
 
(
self
.
name
)

engine
 
=
 
create_engine
(
'dbms://user:pwd@host/dbname'
)

Base
.
metadata
.
create_all
(
engine
)

```

### عمل Insertion
امکان insert کردن رابطه کارگردان-فیلم به وسیلهٔ هر یک از موجودیت‌ها:
```
Session
 
=
 
sessionmaker
(
bind
=
engine
)

session
 
=
 
Session
()

m1
 
=
 
Movie
(
"Robocop"
,
 
1987
)

m1
.
director
 
=
 
Director
(
"Paul Verhoeven"
)

d2
 
=
 
Director
(
"George Lucas"
)

d2
.
movies
 
=
 
[
Movie
(
"Star Wars"
,
 
1977
),
 
Movie
(
"THX 1138"
,
 
1971
)]

try
:

    
session
.
add
(
m1
)

    
session
.
add
(
d2
)

    
session
.
commit
()

except
:

    
session
.
rollback
()

```

### کوئری زدن
```
alldata
 
=
 
session
.
query
(
Movie
)
.
all
()

for
 
somedata
 
in
 
alldata
:

    
print
 
somedata

```

SQLAlchemy کوئری زیر را به DBMS ارسال می‌کند (با حذف نام مستعار):
```
SELECT
 
movies
.
id
,
 
movies
.
title
,
 
movies
.
year
,
 
movies
.
directed_by
,
 
directors
.
id
,
 
directors
.
name

FROM
 
movies
 
LEFT
 
OUTER
 
JOIN
 
directors
 
ON
 
directors
.
id
 
=
 
movies
.
directed_by

```

خروجی:
```
Movie
(
'Robocop'
,
 
1987
L
,
 
Director
(
'Paul Verhoeven'
))

Movie
(
'Star Wars'
,
 
1977
L
,
 
Director
(
'George Lucas'
))

Movie
(
'THX 1138'
,
 
1971
L
,
 
Director
(
'George Lucas'
))

```

با تنظیم lazy=True (پیش فرض)، SQLAlchemy ابتدا یک کوئری برای دریافت لیست فیلم‌ها ارسال کرده و تنها زمانی که به هر کارگردان نیاز باشد (به دلیل تنبل بودن عملیات بارگذاری)، یک کوئری برای دریافت نام کارگردان ارسال خواهد کرد:
```
SELECT
 
movies
.
id
,
 
movies
.
title
,
 
movies
.
year
,
 
movies
.
directed_by

FROM
 
movies

SELECT
 
directors
.
id
,
 
directors
.
name

FROM
 
directors

WHERE
 
directors
.
id
 
=
 
%
s

```